# 마르크스-레닌-마오주의

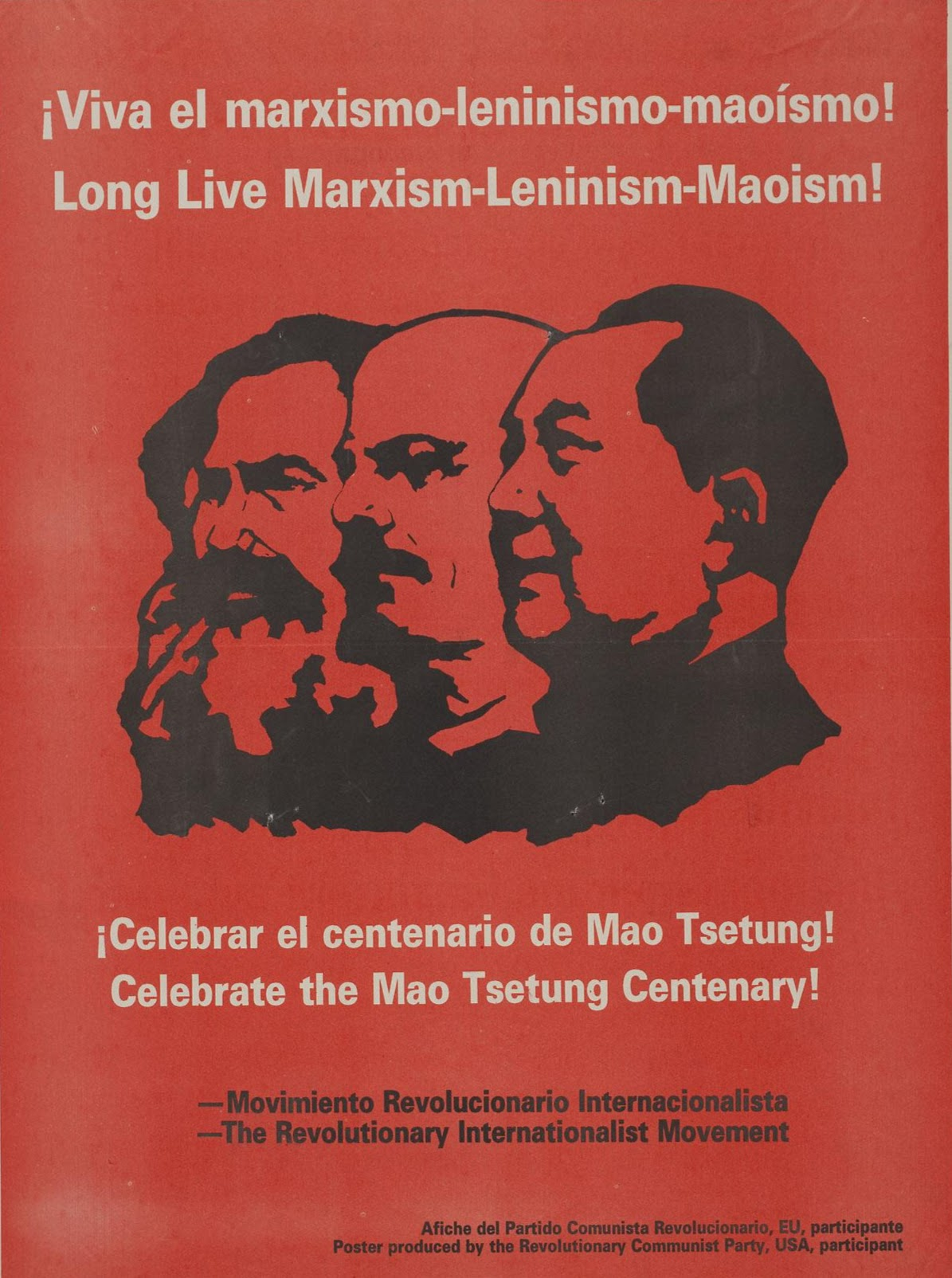

마르크스-레닌-마오주의(Marxism–Leninism–Maoism, MLM)는 마르크스-레닌주의와 마오쩌둥 사상을 합성한 공산주의 이념이자 정치 철학이다. 마르크스-레닌-마오주의는 마오쩌둥 주석의 생전에는 존재하지 않았으며, 1982년에 페루의 유격대인 빛나는 길에 의해 공식적으로 확립되었다.
1990년대에 빛나는 길의 세력 약화 이후 마르크스-레닌-마오주의는 곤살로 사상, 프라찬다 노선 등으로 여러차례 분열되었다. 오늘날 활동하는 단체로는 노르웨이의 인민을 위해 복무하라 등이 있다.

## 개요
마르크스-레닌-마오주의는 1993년에 마르크스-레닌주의보다 더욱 더 프롤레타리아 혁명적인 노선으로서 창시되었으며 현재에는 국제혁명운동라는 대표적 마오쩌둥 사상 단체가 이를 추구하고 있다. 인도에서는 인도 공산당이 이 이념을 따르고 있다. 여기에 프라찬다 노선과는 구별된다.

### 군중 노선
기존 마르크스-레닌주의는 당 중앙위원회 ― 사회주의 국가에서 '간부회'의 역할을 했던 모든 종류의 중앙 집행 기관 ― 의 활동을 중점으로 사회주의 건설, 그리고 사회주의에서 공산주의에로의 투쟁을 서술하였지만, MLM 노선은 사회주의 혁명과 공산주의 혁명 과정에서 당과 인민 사이의 강력한 연대, 대규모 군중 직접 행동이 불가피하다고 주장한다. 이러한 노선은 혁명당 ― 흔히 '공산당'이라 불리는 ― 이 사회주의 사회에서도 강력한 전위력을 갖춘 전위당의 역할을 급진적으로 고수해야 한다는 입장과 이어진다. 이러한 군중 노선으로 당은 인민의 의지를 투쟁 과정에 적절히 반영할 수 있으며, 인민은 당의 영도권에서 이반하지 않을 수 있다.

### 신민주주의
MLM 노선은 기존 마르크스-레닌주의의 반제국주의 노선을 강화하여 반제 투쟁의 한 예외적 계급인 '민족부르주아'(national-bourgeois)의 역할과 통제에 대해 심도있게 논하고 있다. 민족부르주아는 제국주의 국가의 식민지화에 저항할 수 있으며, 통일전선에서 주요한 역할을 해낼 수 있는 계급이지만, 본질적으로 이들은 부르주아 계급이므로 생산 관계의 모순을 청산하려고 하지 않는다. 따라서 현대 사회에서 통일전선을 꾀할 때 이들에 대한 공산주의자들의 통제는 상당히 중요한 것이며, 이는 혁명의 성공과 실패를 가르는 중요한 기준이 될 수 있다. 오늘날 공산주의 진영이 쇠퇴한 시점에서 공산주의자들은 이들(넓게는 자유주의자들)과 언제든지 협력하고, 협력한 상태에서 다변화된 전략을 구상할 수 있어야 한다는 것이 MLM 노선이 시사하는 바이다.
역사적으론 중국 국민당과 연합을 했던 중국 공산당의 예를 들 수 있으며, 블라디미르 레닌이 잠시 도입했던 신경제정책을 예로 들 수 있다. 또한, 제 2차 세계 대전 시기 유럽에서 광범위하게 성립된 인민전선도 통일전선의 한 예로 들 수 있다. 전자의 경우 천두슈 주도의 중국 공산당은 민족부르주아 세력인 중국 국민당을 제대로 통제하지 못했으며, 이에 대한 무지는 상하이 쿠데타에서 공산주의자들이 무참히 학살된 것과 관련이 크다. 마오쩌둥은 제2차 국공합작에서 이 민족부르주아들을 통제하고 자신들의 혁명 전략에 맞게 이용할 수 있는 다양한 지식을 갖춘 상태였으며 결과적으로 그는 혁명에 성공할 수 있었다. 그러나, 이러한 것은 민족부르주아와의 부분적인 타협이 없었다면 이룰 수 없는 것이었다. MLM 노선은 현대 공산주의 운동이 퇴조한 시점에서 수많은 개발도상국(왜냐하면 선진자본주의 정체에선 마르크스주의자들이 정의하는 '민족부르주아'가 있을 수 없기 때문이다)의 혁명을 지도하는 이념으로, 새로운 통일노선의 역할을 강조하고 있다.

### 문화대혁명
1990년대 중반에 구체화된 MLM 노선은 과거 존재하던 현실사회주의권의 붕괴 현상에 대해 분석해야 했다. 이들에게 공통적으로 나타난 것은 당의 수정주의화, 관료주의였다. 그들은 이러한 것의 원인을 대규모 대중 운동을 배제하고 중앙위원회에 모든 것을 맡기는 기존의 현실사회주의의 특유의 제도 때문이었다고 보고 있으며, 당의 수정주의화를 막기 위해 일정한 기간마다 전체적인 문화대혁명을 일으켜야 한다고 주장하고 있다. 그리고 이러한 것은 군중 노선에 근거해야 한다. 기존의 마르크스-레닌주의자들은 공산주의로의 투쟁 과정에 있는 사회주의 국가 내부의 반동 공작 문제보단 외부적 문제에 모든 것을 쏟았다면, MLM 노선은 내부와 외부를 동시에 통제하는 것을 주장하고 있으며, 하부 구조의 변형에서 그치는 것이 아닌, 상부 구조 변형을 급진적으로 진행해야 함을 명시하고 있다. 이를 '계속혁명론'(繼續革命論)이라고 부른다.

### 적대적 모순/비적대적 모순
마오쩌둥 사상은 기본적으로 이오시프 스탈린의 변증법적 유물론에 기반하며, 스탈린의 공산주의 정립을 정설로 받아들인다. 그러나 마오쩌둥 사상은 중국 현실에 맞는 〈발전된 마르크스-레닌주의〉라는 가치를 내세우고 있기에 일부 이론에서 스탈린의 이론과 차이점이 존재한다. 특히, 모순론(생산관계로 인해 발생하는 변증법적 모순에 대한 이론)은 1920년대 데보린 학파에 의해 전개된 유물변증법과 더불어 이오시프 스탈린이 『레닌주의의 기초와 레닌주의의 제문제』에서 밝힌 모순론과 비교되는 입장을 갖고 있다. 이오시프 스탈린은 자본주의 사회에서 나타나는 모순과 사회주의 사회에서 그 모순을 해결하는 과정에서 등장하는 모순의 본질은 제반경제투쟁에서 발생하는 모순과 일치하며, 그것은 어떻게 하든 현실에서 계급 투쟁(프롤레타리아와 부르주아 사이의)의 형태로 발생한다고 보았다. 따라서 프롤레타리아 계급에 의해 지도되는 사회주의 정체는 모순이 있을 수 없다.
반면, 마오쩌둥은 모순을 적대적 모순(敵對的矛盾, Antagonistic contradiction)과 비적대적 모순(非敵對的矛盾)으로 나눈 다음, 전자의 모순은 처음부터 끝의 과정까지 모순의 과정을 관통하며, 비폭력적으로 해결할 수 없는 모순, 즉 본질적 모순에 해당하고, 후자는 비폭력적으로 해결할 수 있는 모순이라고 하였다. 마오쩌둥의 모순론에 따르면, 전자의 경우는 계급 전쟁에서 최일선에 해당하는 모순인 프롤레타리아와 부르주아 사이의 모순이므로, 서로의 계급 전쟁에서 나름대로의 전략을 구사하는 과정에서 상당히 추상적이고 관념적이며 또한, 갖가지 양태를 갖고 있는 모순으로 변화하게 된다. 예를 들면, 그것은 백인과 유색인종 사이의 싸움이 될 수 있으며, 제국주의자와 반제국주의자, 남성 권위주의자들과 여성 사이의 투쟁, 심지어 노동자와 농민 및 빈곤노동자 사이의 투쟁으로도 양태화될 수 있다. 마오쩌둥은 이것들이 본질적인 모순에 해당하는지, 그렇지 않는지 구분하기 위해서는 결국 매개 모순의 특수성, 즉, 모순의 진행도를 인식하고 그것을 정합(整合)하여 판단해야 한다고 본 것이다. 그리고 모순의 진행도가 제각각인 것은 프리드리히 엥겔스가 『자연변증법』(Dialektik der Natur)에서 논한 자연물 사이에서의 모순을 포함하여 모든 본질적인 모순이 가진 보편적인 것(보편성)이라고 주장하였다.
또한, 주요 모순은 상황에 따라 변할 수도 있다. 마오쩌둥의 모순론에 따르면, 주요 모순은 모순성의 특수성을 정합성에 따라 인식한 후에 판단될 수 있지만, 동시에 그것은 상황에 따라 또 유동적으로 변한다. 이러한 입장은 혁명에 현실성을 부여한 입장이라고 할 수 있다. 당시 이오시프 스탈린의 정식을 받아들인 기존의 공산주의자들은 다른 양태를 갖고 있는 모든 본질적 문제를 단적인 경제 관계 내에서 발생하는 투쟁으로 환원시키고 그것들의 속성을 근시안적으로 바라보는 경험주의적 단견을 갖고 있었다. 때문에 수많은 본질적 분쟁인 사건을 비본질적 분쟁으로 취급하는 결정적 오류를 범했다. 실제로 마오쩌둥의 비판 대상인 교조적인 공산주의자들은 농민은 소부르주아이기에 본질적인 혁명 동력이 없다고 봤으며, 사회 곳곳에서 나타나는 양분적 대립 등을 비본질적 모순으로 보아 그것들의 중요성을 무시했다. 마오쩌둥은 이러한 기조가 본래의 마르크스-레닌주의의 취지에 어긋나며, 교조주의자들의 입장을 '혁명에서의 소극주의 경향'으로 규정하고 단죄하였다. 그는 프롤레타리아와 부르주아 사이의 계급 투쟁 관계를 단순히 무산자-임금노동자와 유산자-사업가의 싸움으로 표시되는 것으로 보지 않았으며, 그것의 본질은 사실 무산자와 유산자 사이라는 간극보다는 혁명으로 나아가는 하나의 세력과, 반동으로 나가는 세력 사이의 간극이라고 본 것이다. 마오쩌둥이 혁명의 시기인 1920년대에서 1940년대 사이에 농촌에 기반한 농민운동에 중점을 둔 것도 바로 위와 같은 철학적 지론에서 나온 것이다.
MLM 노선은 기존의 교조적 계급론으로 모든 사회 현상을 쉽게 설명하기 힘들며, 대중에게도 와닿지 않으며, 현실의 문제를 해결하는 데에 방해가 될 수 있다고 주장하며, 마오쩌둥의 모순론을 새로운 혁명론적 모순관으로 채택하였다. 이 새로운 형태의 변증법적 견해에 따르면, 공산주의 운동은 반식민주의 투쟁·반인종주의 투쟁·여성해방투쟁에 보다 유연하게 동행할 수 있을 것이다.

### 반수정주의
기본적으로 MLM 노선은 반수정주의를 지향한다. 이들은 공산주의 운동 쇠퇴의 원인을 수정주의로 보고 있다. 비록, 스탈린의 DIAMAT 원리에 마오쩌둥의 모순론을 첨가하여 새로운 마르크스-레닌주의를 주장하고 있으나, 본질적으로는 혁명 노선에 있어서 볼셰비키당의 유산을 간직해야 함을 강조하고 있다. 때문에 MLM 노선을 지지하는 당 또는 단체는 국제공산주의운동에서 강력한 반수정주의 세력으로 자리잡고 있다. 트로츠키주의와 흐루쇼프 이후의 수정주의에 대한 비판도 정통 마르크스-레닌주의자들의 그것과 유사하다.

## 마오주의와의 차이
MLM 노선은 마오주의에 크게 영향받았으나, 기본적으로 공업 사회에 적용하기 위해 형성된 혁명 사상인 마르크스-레닌주의의 전통을 따르고 있으며, MLM 노선 자체도 마오주의의 특수성보단 마르크스-레닌주의의 보편성을 추구하고 있다. 즉, 마오주의는 혁명 전의 중국 상황과 유사한 국가들에서 '특수적'으로 쓰이고 있다는 것이 그 차이점이라고 할 수 있다. MLM 노선을 지지하는 공산주의자들은 이 노선이 공업 사회, 농업 사회에서도 적용될 수 있다고 주장한다.